# Л’Оспитале-пре-л’Андорр
Л’Оспитале́-пре-л’Андо́рр (фр. L'Hospitalet-près-l'Andorre) — коммуна во Франции, находится в регионе Юг — Пиренеи. Департамент коммуны — Арьеж. Входит в состав кантона Акс-ле-Терм. Округ коммуны — Фуа.
Код INSEE коммуны — 09139.

## Население
Население коммуны на 2008 год составляло 89 человек.
| 1962 | 1968 | 1975 | 1982 | 1990 | 1999 | 2008 |
| ---- | ---- | ---- | ---- | ---- | ---- | ---- |
| 129  | 161  | 186  | 171  | 146  | 166  | 89   |

## Экономика
В 2007 году среди 68 человек в трудоспособном возрасте (15—64 лет) 48 были экономически активными, 20 — неактивными (показатель активности — 70,6 %, в 1999 году было 78,3 %). Из 48 активных работали 46 человек (26 мужчин и 20 женщин), безработных было 2 (1 мужчина и 1 женщина). Среди 20 неактивных 9 человек были учениками или студентами, 8 — пенсионерами, 3 были неактивными по другим причинам.